# هاناميتشي ساكوراغي
هاناميتشي ساكوراغي (باليابانية: 桜木 花道) (حسان في الدبلجة العربية) هو البطل الرئيسي لسلسلة سلام دانك، وهي سلسلة مانغا رياضية كتبها ورسمها تاكيهيكو إينوي. هاناميتشي ساكوراغي جانح غير محبوب للغاية بين الفتيات، حيث تم رفضه خمسين مرة. في عامه الأول في مدرسة شوهوكو الثانوية (ثانوية الصقور في النسخة العربية)، وقع في حب هاروكو أكاغي، التي أدركت مهارات ساكوراغي الرياضية، وقدمته لفريق كرة السلة في شوهوكو. كان ساكوراغي مترددًا في الانضمام إلى الفريق في البداية، لكنه أثبت أنه رياضي جيد وانضم إلى الفريق، بشكل أساسي على أمل إثارة إعجاب هاروكو والتقرب منها. تم إنشاء الشخصية باعتبارها إدراجًا ذاتيًا لإينو في المانغا، حيث بدأ إينو في شبابه بلعب كرة السلة لإثارة إعجاب الفتيات.
في مسلسل الأنمي، تم أداء صوته بواسطة تاكيشي كوساو باللغة اليابانية، وعادل أبو حسون في الدبلجة العربية. في فيلم الأنمي بداية سلام دانك لعام 2022، تم تقديم صوته بواسطة سوبارو كيمورا باللغة اليابانية.
كانت الاستجابة النقدية لساكوراغي إيجابية نتيجة لتطوره وشخصيته ونموه إلى لاعب أكثر حرصًا يهتم بمسيرته المهنية الجديدة. لقد تم استخدامه أيضًا للترويج للسلع ذات الصلة وظهر في العديد من استطلاعات الرأي حول شعبية المسلسل.

## المظاهر

### في سلام دانك
يلعب هاناميتشي ساكوراغي دور المهاجم القوي لفريق شوهوكو، ويلعب دور بطل قصة سلام دانك. رقم قميصه هو 10 وهو طالب في السنة الأولى (الصف العاشر) في مدرسة شوهوكو الثانوية. في بداية القصة، ساكوراغي كان فتى سيئ وكسول، لا يصلح لأي شيء آخر غير القتال. وهو زعيم فيلق ساكوراغي المخيف، والذي يتكون من أصدقائه الأربعة ميتو، نوما، أوكوسو وتاكاميا. بعد أن رفضته الفتيات خمسين مرة أثناء المدرسة الإعدادية، يلتقي ساكوراغي ويقع في حب هاروكو أكاجي، وهي معجبة بكرة السلة وهي أيضًا في الصف العاشر.  أدى هذا وتشجيع هاروكو إلى انضمامه إلى فريق كرة السلة في شوهوكو. ومع ذلك، باعتباره مبتدئًا تمامًا، فهو غير قادر على مواكبة بقية الفريق على الرغم من طوله المتميز، ومهاراته الرياضية، وقدرته على التحمل، وسرعته، وقدرته على القفز.
لديه عادة السخرية من اللاعبين الآخرين من خلال إعطائهم ألقابًا مختلفة، كما أنه نادرًا ما ينادي زملائه في الفريق أو خصومه بأسمائهم الحقيقية. ومع ذلك، فهو يعتبر نفسه "عبقريًا"، ويتمتع بثقة بالنفس تقترب من الغطرسة. السمة الأكثر شهرة لساكوراغي هي شعره الأحمر، على الرغم من أنه يحلق رأسه لاحقًا كتعويض عن خطأ أدى إلى خسارته في بطولة انترهي ضد كاينان. في حين أنه لا يبدو سوى مثير للمشاكل، إلا أنه لديه ماضيه المظلم. لقد دخل ذات مرة في قتال مع أربعة طلاب في المدرسة الثانوية، وقام بضربهم بالضربة القاضية بمفرده. وعندما عاد لاحقًا إلى المنزل، وجد والده ملقىً فاقدًا للوعي. عندما يغادر ساكوراغي لطلب المساعدة الطبية، يتعرض لكمين من قبل مجموعة أكبر من طلاب المدرسة الثانوية، لأن القتال الذي تلا ذلك منعه من الاتصال بالمساعدة، ويموت والد ساكوراغي.
أصبح ساكوراغي سيئ السمعة بسبب مهاراته الضعيفة في كرة السلة كمبتدئ وميله إلى ارتكاب الأخطاء في كل مباراة.  ومع ذلك، فإن مهاراته في كرة السلة تتطور طوال السلسلة. أولاً يقوم بتطوير مهاراته الأساسية، مثل المراوغة والتسديد. ثم بعد ذلك، تدرب على يد أكاغي، وأصبح لاعب ارتداد هائل، الأمر الذي أصبح سبب شهرته طوال النصف الأخير من السلسلة.  ينظر معظم الشخصيات الأخرى إلى ميل ساكوراغي إلى التقاط الكرات المرتدة على أنه تكتيك غريزي للهواة، ولكنه أيضًا يكمل بشكل فعال مهاراته الرياضية الطبيعية، مما يساعد ساكوراغي على التواجد في المكان المناسب في الوقت المناسب لاعتراض اللاعبين الأكثر خبرة. في وقت لاحق من السلسلة، يتم تدريب ساكوراغي على الرماية بالقفز من قبل المدرب أنزاي، الذي يجعله يقوم بـ 20 ألف رمية في الأسبوع.
على الرغم من أن حب ساكوراغي لهاروكو والتنافس مع روكاوا هما المحركان الرئيسيان اللذان يحفزانه على النجاح في كرة السلة، إلا أنه يطور أيضًا حبًا صادقًا للعبة، والذي يدركه خلال مباراته ضد سانوه. في مباراة سانوه، أصيب ساكوراغي في ظهره أثناء اعتراضه للكرة التي كانت على وشك الخروج عن الملعب، ولكن -مدفوعًا بإدراكه لحبه لهذه الرياضة- أكمل ساكوراغي المباراة على الرغم من إصابته، مما ساعد فريق شوهوكو على تحقيق النصر. ومع ذلك، فإن إصابة العمود الفقري لساكوراغي تمنعه من المنافسة في جولات أخرى من البطولة الجارية، وفي غياب أحد لاعبيه الأساسيين، يخسر شوهوكو مباراته التالية. بعد خروج شوهوكو من البطولة، يدخل ساكوراغي في مرحلة إعادة التأهيل من أجل شفاء عموده الفقري حتى يتمكن من مواصلة لعب كرة السلة، ولا يزال في العلاج الطبيعي في الفصل الأخير من السلسلة.